# Senat von New Hampshire
Der Senat des Staates New Hampshire (englisch amtlich: Senate of the State of New Hampshire, informell: New Hampshire Senate) ist das Oberhaus des New Hampshire General Court, der Legislative des US-Bundesstaates New Hampshire. Er trifft sich bereits seit 1784.
Die Parlamentskammer setzt sich aus 24 Senatoren zusammen, die jeweils einen Wahldistrikt repräsentieren. Die Senatoren werden jeweils für zweijährige Amtszeiten gewählt; eine Beschränkung der Amtszeiten existiert nicht. Der Sitzungssaal des Senats befindet sich gemeinsam mit dem Repräsentantenhaus im New Hampshire State House in der Hauptstadt Concord.

## Aufgaben des Senats
Wie in den Oberhäusern anderer Bundesstaaten und Territorien sowie im US-Senat fallen dem Senat von New Hampshire im Vergleich zum Repräsentantenhaus spezielle Aufgaben zu, die über die Gesetzgebung hinausgehen. So obliegt es dem Senat, Nominierungen des Gouverneurs in dessen Kabinett, weitere Ämter der Exekutive sowie Kommissionen und Behörden zu bestätigen oder zurückzuweisen.

## Entschädigung der Senatoren
Gemäß Artikel 15 der Verfassung des Staates New Hampshire erhalten die Mitglieder des Senats für ihre gesamte Amtszeit eine Aufwandsentschädigung in Höhe von 200 US-Dollar; der Präsident oder die Präsidentin des Senats erhält eine erhöhte Entschädigung von 250 US-Dollar. Für höchstens 45 Sitzungstage werden darüber hinaus Fahrtkostenzuschüsse gewährt. Darüber hinausgehende Entschädigungen wie Sitzungsgelder werden nicht gezahlt.